# 3D回転
3D回転とは、広義には3次元空間上の回転、狭義には写真などの3次元データでないものを3次元的に回転しているように見せる画像処理・表現手法のことである。
この項では狭義の3D回転を解説する。広義である3次元空間上の回転は、回転の項を参照のこと。

## 実在する物体の3D回転
現実世界に実在する物体を3次元的に回転して見せる場合には、異なる角度から撮影された写真を複数枚連続的に切り替える手法がしばしば用いられる。このような手法を用いた例には、Appleの「QuickTime VRオブジェクト」などがある。この手法は制作に比較的コストがかからない長所がある一方で、撮影されていない角度からは観賞できない短所がある。また、この手法は計算量の節約のために、リアルタイムに3DCG処理を行わずに、あらかじめ複数の角度からレンダリングされた画像を用いて3次元形状を回転して見せる場合にも用いられる。
物体の表面座標を3次元レーザースキャナで計測し、3次元データ化する手法もある。この手法は高精度な3次元データを得られる長所があるが、比較的高価な専用の機材を用いる必要がある。また、X線CTやMRIなどで撮影した断層画像をボクセル（3次元格子状の離散データ）化し、立体的に可視化する技術も存在する。ボクセルによる手法では、回転や拡大のほかに、任意の断面を切って見せる事も可能である。このようなボクセルを用いた例にはAntoine Rossetによる『OsiriX』やオッティモの『Emon』などがある。また、異なる角度から撮影された写真を解析して、3次元形状を生成する技術も存在する。このような写真解析を用いた例にはストラタの『FOTO 3D』などがある。
また、映像を解析してカメラの3次元的な動きを解析する「マッチムーブ」と呼ばれる技術が存在する。この手法は実写映像と3DCGの合成にしばしば用いられる。また、人物や物体の動きを光学マーカーや磁気マーカー、機械式のセンサーにより計測し、3次元空間上での動きを再現する「モーションキャプチャ」と呼ばれる手法がある。モーションキャプチャは3DCGでのキャラクタなどを実際の人物のように動作させる際にしばしば用いられる。

## 2次元画像の3D回転

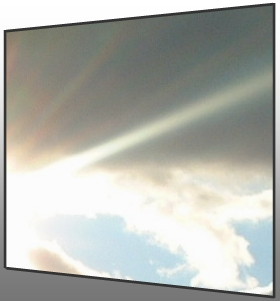
3D回転の例

一般的に2次元画像を回転させる場合は視線方向を軸にした平面的な回転（ z 軸）が行われるが、回転軸を視線方向に限定せず、2次元画像を立体的に（斜めから見たように）遠近感を付けて回転（ x 軸、 y 軸）して見せる手法がある。この手法は単純に立体感を演出できるほか、画像が縦長や横長になった分、表示面積を節約できる特徴を持つ。当初は画像処理ソフトウェアの変形機能の一部としての利用がほとんどであったが、高速な3次元グラフィック処理が可能なGPUの普及とともに、一般においてもリアルタイム処理が可能になり、グラフィカルユーザインタフェース（GUI）での採用が進んでいる。この手法は歴史的に2次元画像を多く取り扱ってきたGUIシステムにおいては、容易に立体的な演出を取り入れられる手法と言える。

### 2次元画像の3D回転を用いた例

#### アプリケーション
- オフィスソフト
- Adobe Photoshop
- Adobe After Effects
- Hamana
- GIMP
- iTunes - Cover Flow表示においてアルバムカバーを3D回転して並べ、ブラウズさせている
- ペイント3D
- 3D Builder
- 3D ビューアー

#### OS
- Windows Vista - Windows Aeroを使うことでウィンドウを3D回転できる
- macOS
  - ファストユーザスイッチ - 画面転換の際に画面が3D回転する演出が用いられている
  - Dashboard - ウィジェットの設定の際にウィジェットが裏返る演出が用いられている
  - Core Animation - ユーザインターフェイスに3D回転アニメーションなどの演出を加えるAPI
- X Window System採用OS（LinuxやFreeBSDなど）
  - Compiz - 3Dデスクトップとして様々な効果に利用されている。

#### ハードウェア
- Apple TV
- iPod
- iPhone
- Android

#### その他
- トランジション - 映像編集
- マウスオーバー